# Træthed
Træthed (også kaldet udmattelse, sløvhed eller mathed) er en subjektiv følelse, som er adskilt fra svaghed, og som har varierende omfang. I modsætning til svaghed så kan træthed mindskes ved perioder med søvn. Træthed kan have fysiske eller psykiske årsager. Fysisk træthed er en forbigående tilstand, hvor en muskel ikke kan fastholde en optimal fysisk præstation, hvilket oftere sker ved intens fysisk aktivitet. Mental træthed er en forbigående nedgang i maksimale kognitive præstationer, som er forårsaget af længerevarende perioder med kognitiv aktivitet. Det kan vise sig ved døsighed, letargi eller direkte opmærksomhedstræthed.
Medicinsk udgør træthed et ikke-specifikt symptom, som der kan være mange forskellige årsager til. Træthed betragtes som et symptom, snarere end et sygdomstegn, fordi det er en subjektiv følelse der reporteres af patienten, snarere end et et objektivt tegn, der kan observeres af andre. Træthed og træthedsfølelse sammenblandes ofte. Mange handicappede har i løbet af en dag en begrænset mængde energi til rådighed, der, når den er udtømt, leder til stor træthed, som beskrevet i sketeorien.